# Christmas Time (canción)
«Christmas Time» es el primer y único sencillo promocional del álbum navideño My Kind of Christmas de la cantante Christina Aguilera. El sencillo fue lanzado en la radio únicamente y no contó con un video musical.

## Escritura, grabación y producción
"Christmas Time" fue escrita y producida por Celebrity Status (Chaka Blackmon, Steven Brown, Ray Cham), Alex Alessandroni, y Ron Fair.
Después de una discusión, el sencillo fue el único que promocionó el álbum, pues "The Christmas Song" fue lanzado un año antes sin fin de promocionar el álbum. Obviamente, fue lanzado antes de que My Kind of Christmas lo fuera.

## Rendimiento en las listas
Lanzado a finales del 2000, el sencillo no se posicionó en Billboard Hot 100 por ser un sencillo navideño, que casualmente entran al Chart, y por no contar con promoción alguna.

## Video
El sencillo cuenta con un video musical en el que utilizaron una presentación en concierto de la cantante, grabado en un especial de una hora por la cadena de televisión ABC en época navideña publicado en el 2001 en un DVD titulado My Reflection.

## Formatos
| Sencillo en CD Versión: EE. UU. |                  |       |
| 1                               | «Christmas Time» | 04:03 |
| 2                               | «This Year»      | 4:13  |

Otras versiones de Christmas Time pueden encontrarse en Remixes de Christina Aguilera
- Datos: Q2565441